# مايك رامزي
مايك رامزي (بالإنجليزية: Mike Ramsey)‏ هو لاعب كرة قاعدة أمريكي، ولد في 8 يوليو 1960 في طومسون في الولايات المتحدة.

## وصلات خارجية
- مايك رامزي على موقعبيزبول رفرنس.كوم (الدوري الرئيسي) (الإنجليزية)
- مايك رامزي على موقعبيزبول رفرنس.كوم (الدوري الثانوي) (الإنجليزية)